# Julio Iglesias, Sr.
Julio Iglesias, Sr., Julio Iglesias Puga, född 26 juli 1915 i Ourense, Spanien, död 19 december 2005 i Madrid, Spanien, spansk gynekolog. Iglesias är även känd som far till sångaren Julio Iglesias. Julio Senior blev omskriven i december 2005, då det meddelades att han skulle bli far igen vid 90 års ålder. Han efterlämnade förutom en gravid hustru också ett två år gammalt barn.
Iglesias var en av de yngsta gynekologerna att arbeta inom offentliga sjukvårdssystemet. Han var en av de som grundade Madrids födelseklinik och blev chef för sterilitet, infertilitet och familjeplanerings-enheterna.

## Liv och karriär
1943 gifte han sig med spanjorskan Maria del Rosario de la Cueva y Perignat. Tillsammans fick de två barn, Julio och Carlos Iglesias. Under 1980-talet kidnappades han av baskiska Euskadi ta Askatasuna, och hölls fången i två veckor. Han hittades senare oskadd. 
I början av 1990-talet träffade han en amerikansk kvinna med namn Ronna Keitt. De två gifte sig 2001, under en hemlig ceremoni där de enda närvarande var nära familjemedlemmar samt fotografer för en tidskrift. Den 18 maj 2004 födde Ronna en pojke, Jaime Iglesias, och den 26 juli 2006, 7 månader och 7 dagar efter Iglesias död, födde hon en flicka, Ruth Iglesias.